# Keşiş Gölü
Der Keşiş Gölü (Priestersee), auch Turna Gölü ist ein 2550 m hoch gelegener Stausee 23 km östlich von Van im Bergmassiv des Varak Dağı bzw. Erek Daği.
Der Staudamm am Westende des Sees (Keşişgöl Kalesi) besteht aus zwei 7 m langen Steinmauern im Abstand von 13 m. Der Zwischenraum ist mit Geröll verfüllt. Die Mauern sind teilweise noch 5 m hoch. Ein weiterer Damm liegt am Nordende des Sees (Rusa Barajı).
Die Abflüsse des Keşiş Gölü sind Derge Dere und Karamağara Dere.

## Geschichte
Er wurde von einem urartäischen König Rusa angelegt, um die Wasserversorgung der Hauptstadt Tušpa sicherzustellen, eine Funktion, die er noch heute wahrnimmt. Sein urartäischer Name war Rusa-See (mru-sa-a-i ṣu-[e]). Waldemar Belck fand am See eine Stele von Rusa, die von dem Bau eines Dammes und von Bewässerungsanlagen berichtet. Die Stele befindet sich heute im Pergamonmuseum in Berlin. 
An dem See bzw. in seinem Umfeld wurden insgesamt vier urartäische Inschriften gefunden:
- Stele vom Keşiş Gölü
- Felsinschrift von Erek Daği
- Felsinschrift von Kaisaran
- Stele von Savacık/Hevişsor/Havadzor